# Thug Life (film)
Thug Life è un film del 2001 diretto dal regista Greg Carter, uscito negli Stati Uniti d'America l'8 marzo 2001.